# 威廉·普瑞特
威廉·威茲·普瑞特（英語：William Veazie Pratt，1869年2月28日—1957年11月25日），美國海軍上將，第五任美國海軍作戰部長。

## 早年生活
威廉·普瑞特於1869年2月28日生於緬因州的貝爾發斯特，1889年從美國海軍官校畢業。見習官普瑞特在加護型巡洋艦亞特蘭大号（USS Atlanta）服役兩年後，於1891年7月1日獲得了少尉的任命。從1891年到1898年間，普瑞特先後服役於巡洋艦芝加哥號（USS Chicago，CA/CL-14）和費城號（USS Philadelphia，C-4/IX-24），砲艦海燕號（USS Petrel，PG-2）和安那波利斯號（USS Annapolis，PG-10/IX-1），與蒸汽單桅戰船蘭開斯特號（USS Lancaster），在歐洲，南美洲，與亞洲等地巡弋。美西戰爭期間，他服役於巡邏快艇五月花號（USS Mayflower，PY-1）與加護型巡洋艦紐華克號（USS Newark，C-1），並參與對加勒比海地區西班牙屬地港口的封鎖任務，以及弭平菲律賓叛亂的行動。
戰後，普瑞特先後在砲艦班寧頓號（USS Bennington，PG-4），大型淺水砲艦蒙拿諾克號（USS Monadnock，BM-3），與戰艦印第安納號（USS Indiana，BB-1）和奇爾沙治號（USS Kearsarge，BB-5）上執勤。升少校後，普瑞特先在紐華克號任航海官，接著擔任加護型巡洋艦聖路易斯號（USS St. Louis，C-20）和裝甲巡洋艦加利福尼亞號（USS California，ACR-6）的副長。1911年進入海軍戰爭學院，1913年結訓後至大西洋艦隊的魚雷戰隊任職，並接任戰隊旗艦，斥侯巡洋艦伯明罕號（USS Birmingham，CS/CL-2）的艦長。1915年至1917年間，普瑞特上校在陸軍戰爭學院受訓，結訓後便至華盛頓特區，擔任助理海軍作戰部長。在第一次世界大戰期間，普瑞特在戰時海軍的運作上，扮演了重要的角色。

## 海軍將官與海軍作戰部長

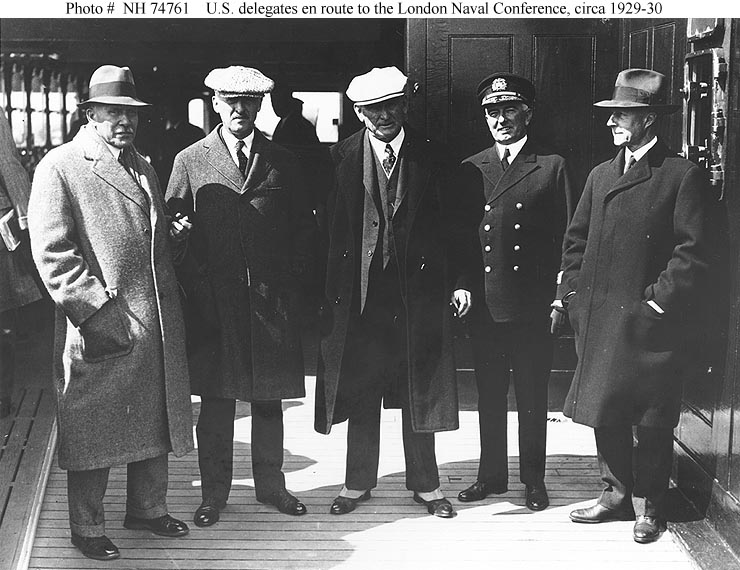
倫敦裁軍會議的美國代表團成員，左起第一位是普瑞特上將。攝於1930年1月

第一次世界大戰後，普瑞特任戰艦紐約號（USS New York，BB-34）的艦長與太平洋艦隊的驅逐艦隊指揮官。1921年升少將，調至華盛頓特區在將官會議任職，並在1922年參加五國海軍會議，擔任技術方面的顧問。1923年至1925年，普瑞特少將任第4戰鬥艦分隊指揮官，並在本田岬災難 後任調查庭主席。1925年8月接任海軍戰爭學院校長，兩年任滿後出任美國作戰艦隊的戰鬥艦指揮官。1928年，普瑞特接任美國作戰艦隊司令，並在其旗艦，戰艦加利福尼亞號（USS California，BB-44）上升起了四星將旗。1929年5月，升任為美國艦隊總司令。
1930年初，普瑞特上將被任命為倫敦海軍會議的美國代表團成員，由於會後所簽訂的協議中，對於美國海軍有諸多限制，讓當時的海軍作戰部長查爾斯·休斯上將相當不滿。於是當休斯上將宣佈將辭去海軍作戰部長一職後，胡佛總統便提名普瑞特上將繼任。
由於忠於條約的限制，而且適逢美國經濟大蕭條時期，因此普瑞特上將的任期中，他努力縮減海軍的規模與削減開支，同時還希望能在最低的預算裡維持基本的造艦能力與海軍的運作。此外，由於許多海軍將領都是所謂大海軍的擁護者，例如當時海軍將官會議的主席，馬克·布里斯托（Mark L. Bristol）少將便曾在國會作證時抨擊裁軍條約，於是普瑞特上將也必需花許多時間來安撫與疏通這些將領 。

## 退休
普瑞特上將雖然在1933年3月1到達退役年齡，但由於要處理日內瓦裁軍會議的後續事務，遂由羅斯福總統下令留任至6月30日。普瑞特上將退休後住在紐約市與緬因州，1941年1月被海軍部召回，協助加速護航航空母艦的開發與反潛戰術的研究，到同年7月15日再度退役。普瑞特上將於1957年11月25日，病逝於麻薩諸塞州的切爾西，享年88歲。

## 榮譽
法拉加特級飛彈驅逐艦威廉·普瑞特號（USS William V. Pratt，DL-13/DLG-13/DDG-44）用以榮耀普瑞特上將。

## 註解
1. ↑  本田岬災難是美國海軍承平時期最嚴重的海上意外，有七艘驅逐艦在濃霧中觸礁翻覆或沉沒，26名士官兵殉職，參見Honda Point disaster
2. ↑  參見Treaty Navy （页面存档备份，存于）－Time Magazine

## 外部連結
William V. Pratt （页面存档备份，存于）－Dictionary of American Naval Fighting Ships

Admiral William V. Pratt, USN－Naval Historical Center
| 前任： 查爾斯·休斯 | 美國海軍作戰部長 1930年-1933年 | 繼任： 威廉·史坦利 |